# Карлис Ласманис
Карлис Паулс Ласманис (лет. Kārlis Pauls Lasmanis; Вентспилс, 8. април 1994) летонски је кошаркаш који наступа за 3x3 репрезентацију Летоније.
Представљао је Летонију на Летњим олимпијским играма 2020. када је шутом у завршници меча донео Летонији златну медаљу. Са 76 поена био је најбољи стрелац турнира. Био је и најбољи стрелац на Летњим олимпијским играма 2024. са 67 поена.
Његов отац Угис Ласманис је бивши веслач који је два пута учествовао на Олимпијским играма, док се његова сестра Рута Кејт Ласмане такмичи у скоку удаљ и троскоку.